# Рясоніжка мала
Рясоніжка мала, або кутора мала, або мала водяна землерийка (Neomys anomalus) — вид роду рясоніжка (Neomys) з родини мідицеві (Soricidae).

## Таксономія
Рясоніжка мала — один з 3-х видів роду, один з 2-х видів роду у фауні України.

## Поширення та чисельність
Реліктовий вид. Ареал включає гірські області Європи з помірним кліматом, а також зону широколистяних лісів: від Португалії на заході до південно-західних областей європейської частини Росії на сході, на південь сягає північних регіонів Малої Азії, на північ — північного сходу Польщі.
На території України вид відомий в Карпатах та суміжних з Карпатами областях, поширений в лісовій та лісостеповій зонах Правобережжя, в плавнях Дніпра та Дунаю, в Кримських горах. Спорадично реєструється на Лівобережжі в лісостеповій зоні, на схід до Сумщини і Харківщини.
Найтиповіші місцезнаходження — береги малих річок і струмків, гірські потічки або прилеглі до них біотопи, які густо заросли трав'янистою рослинністю, деревами та кущами.

## Морфологічні ознаки
Рясоніжка мала має характерне двоколірне забарвлення хутра — сріблясто-чорне на спині та світле на черевці. Довжина тіла — 6-9 см, хвоста — 4-6 cм. Відрізняється від кутори великої меншими загальними розмірами, меншим розвитком кіля на нижньому боці хвоста та менш розвиненими плавальними оторочками на лапах.

## Особливості біології
Рясоніжка — коловодний звір. Вона добре плаває, пірнає, збираючи поживу, ходить по дну. За стерно куторі править хвіст з виразним кілем з довгих щетинок.
Живиться навколоводною мезофауною (черви, молюски, ракоподібні, комахи, водні личинки комах) та дрібними хребетними (мальки риб). Статевої зрілості досягає на першому році життя. У приплоді 2-5 малят.

## Заходи охорони
Занесена до Червоної книги України. Природоохоронний статус — рідкісний.